# Film parodia
Il termine film parodia indica la versione comicizzata o modificata  di un film esistente, di un telefilm o di un cartone animato. A differenza del ridoppiaggio, che indica l'operazione di modifica dei dialoghi di un film, il termine film parodia ha un significato più esteso, in quanto include anche il taglio, il rimontaggio e la modifica delle scene.
La parola film parodia è spesso utilizzata dagli appassionati dei film ridoppiati ed è divenuto un termine tecnico tra i parodisti, coloro che realizzano parodie. La necessità di utilizzare questo termine sta semplicemente nell'individuare un tipo ben preciso di ridoppiaggio, cioè quello del film. Infatti, il termine ridoppiaggio è troppo generico e comprende, per esempio, gli spot televisivi, che con il film parodia non hanno alcuna corrispondenza.

## Film ridoppiati in chiave parodistica
Quando un filmato ridoppiato e parodiato può essere definito film parodia? La risposta non è semplice, in quanto non esistono delle regole da rispettare e sarebbe illogico porre delle limitazioni in un ambito in cui l'umorismo soggettivo e la libertà di espressione artistica sono elementi fondamentali.
Tuttavia, allo scopo di creare una differenziazione tra i vari tipi di ridoppiaggi, è possibile tracciare alcune linee guida generiche per identificare un film parodia:
1. Deve essere il ridoppiaggo di un film esistente, inclusi puntate di telefilm, cartoni animati o combinazioni di essi. Sono, perciò, esclusi gli spot televisivi, i trailers, i documentari, le riprese amatoriali e quant'altro non sia riconducibile, in maniera esaustiva, alla semplice definizione di film, telefilm e cartone animato.
2. Dovrebbe avere una durata sufficiente per essere identificato almeno come puntata televisiva, stimata mediamente tra i 20 e i 30 minuti. Ciò non esclude durate inferiori. Tuttavia, filmati della durata di qualche minuto sono difficilmente riconducibili a film o episodi, trovando una più corretta disposizione nel termine short movie o corto, quindi ad un ipotetico termine come short parodia o corto parodia.
3. Deve essere ridoppiato (con nuove voci e dialoghi) e in stile umoristico, in modo da essere naturalmente riconducibile alla parodia e non ad una semplice modifica dell'audio.

## Elenco di film parodia
- Frankenstein Junior (1974), seguito non ufficiale della saga cinematografica della Universal Studios sul mostro di Frankenstein;
- 3ciento - Chi l'ha duro... la vince (2008), parodia demenziale del film epico 300;
- la saga di Scary Movie, parodia di vari film horror;
- Superfast & Superfurious e Fausto & Furio - Nun potemo perde  parodie di fast and furious;
- L'aereo più pazzo del mondo, il suo seguito: L'aereo più pazzo del mondo... sempre più pazzo e la trilogia di Una pallottola spuntata, parodie dei film d'azione degli anni 80;
- Balle spaziali, arodia della saga di Guerre stellari;
- Mordimi, parodia della saga di Twilight;
- Angry Games - La ragazza con l'uccello di fuoco e Hungover Games - Giochi mortali, parodie della saga di Hunger Games e Una notte da leoni;
- Dracula morto e contento, parodia di Dracula;
- Robin Hood - Un uomo in calzamaglia, parodia di Robin Hood;
- Disaster Movie, Epic Movie e Box Office 3D - Il film dei film di Ezio Greggio, parodie demenziali di diversi film pop;
- Il silenzio dei prosciutti, parodia di Ezio Greggio di Psyco e Il silenzio degli innocenti;
- la trilogia di Austin Powers e Johnny English, parodie della saga di James Bond;
- Ti stramo - Ho voglia di un'ultima notte da manuale prima di tre baci sopra il cielo, parodia di  Tre metri sopra il cielo.